# Peter Keglevic
Peter Keglevic, född 1950 i Salzburg, är en österrikisk regissör och manusförfattare.

## Regi i urval
- 1994 - Stockholm Marathon
- 1994 - Polismördaren
- 1983 - Bella Donna

## Filmmanus
- 1983 - Bella Donna